# جيبول (سوريا)
جيبول قرية سورية صغيرة في في ناحية القطيلبية في جبال الساحل السوري غرب سوريا. تبعد حوالي 16 كم عن البحر الأبيض المتوسط عند مدينة جبلة الساحلية. ترتفع من 600 -700 متر عن مستوى سطح البحر.
بلغ عدد سكانها 1141 نسمة عام 2004.
تشتهر بزراعة التبغ والتين والرمان  والمراب والتفاح والعنب والزيتون ويوجد فيها العديد من أشجار الجوز والسنديان، بالإضافة إلى بعض الصناعات البسيطة كصناعة دبس الرمان ودبس الخرنوب والتين المجفف.

## الجغرافيا
تتمع جيبول بمزايا سياحية عديدة فهي ذات مناخ جميل ومعتدل الحرارة صيفا ولديها خصوصية الموقع الجغرافي الجميل فتحيط بها الجبال الخضراء من ثلاث جهات ويظهر البحر من الجهة الغربية بشكل ملفت للأنظار وتستطيع أن ترى من شرفة منازلها المعلقة بين الأشجار والخضرة كل من مدن اللاذقية وجبلة والسهل الساحلي الممتد بينهما كما تشتهر بوجود أحد أغزر ينابيع المياه في المنطقة وهو نبع جيبول.
تجاورها من الغرب حمام القراحلة ومن الشرق دوير بسنديانة وبسنديانة ومن الشمال بشراغي.

## جيبول في التاريخ
شارك أبناء القرية في الثورة ضد الفرنسيين ثورة الساحل مع باقي الثوار في محافظة اللاذقية بقيادة البطل الشيخ صالح العلي، وتعرضت كغيرها من قرى الجوار للقصف من الفرنسيين أثناء الثورة.ومن شهدائها ضد الاحتلال الفرنسي عزيز حربا الذي استشهد في معركة البرجان.